# Gastromicans albopilosa
Gastromicans albopilosa là một loài nhện trong họ Salticidae.
Loài này thuộc chi Gastromicans. Gastromicans albopilosa được Eugène Simon miêu tả năm 1903.